# Nöjdförklaring
Nöjdförklaring är en förklaring av en dömd att han avstår från att överklaga (föra talan mot) en dom i ett brottmål där påföljden har bestämts till fängelse, i enlighet med bestämmelserna i Strafftidslagen (2018:1251), tidigare lagen (1974:202) om beräkning av strafftid.
Genom nöjdförklaringen kan den dömde börja avtjäna sitt fängelsesttraff utan att vänta på att tiden för överklagande av domen löper ut.   
Nöjdförklaring av den som är häktad lämnas till Kriminalvården. Om en dömd inte är frihetsberövad får en nöjdförklaring också lämnas till polisen.
- För att en nöjdförklaring som avgetts av någon som är intagen i kriminalvårdsanstalt ska bli gällande har det ansetts att, om den aktuella domen inte har avkunnats för honom vid rätten, den dömde före nöjdförklaringen ska ha delgetts domen i dess helhet.[4]
- En dom på fängelse avkunnades vid rätten utan att den dömde var närvarande. Denne avgav härefter nöjdförklaring utan att då ha delgetts domen i dess helhet. De formella förutsättningarna för att nöjdförklaringen skulle bli gällande har inte befunnits uppfyllda enligt Svea hovrätts beslut i B6921-06.[5]